# Hospital Geriátrico e de Convalescentes D. Pedro II

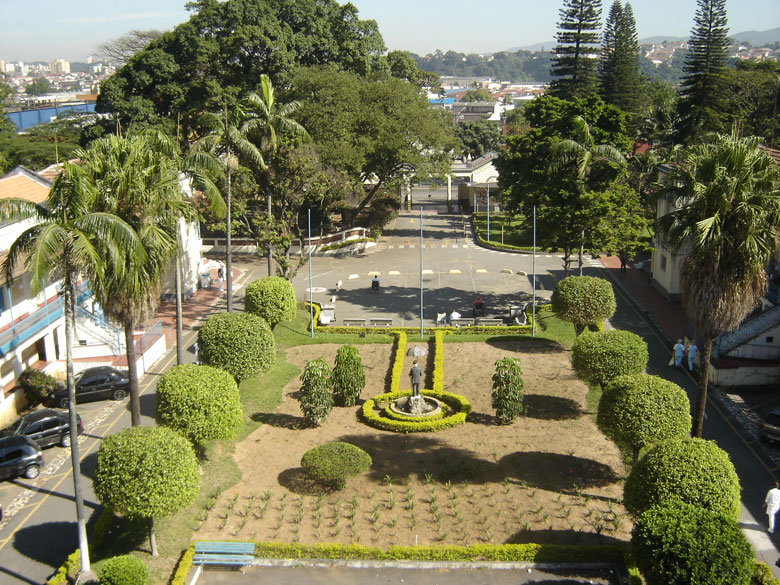
Hospital Geriátrico e de Convalescentes Dom Pedro II

O Hospital Geriátrico e de Convalescentes D. Pedro II, localizado no distrito de Jaçanã, zona norte da cidade de São Paulo, é uma das mais antigas instituições assistenciais e hospitalares em funcionamento na cidade, cujo modelo de atendimento público, especialmente à população carente, marcou a história do desenvolvimento de São Paulo. Inaugurado em 02 de julho de 1911, a atual sede do hospital foi projetada pelo arquiteto Francisco de Paula Ramos de Azevedo.

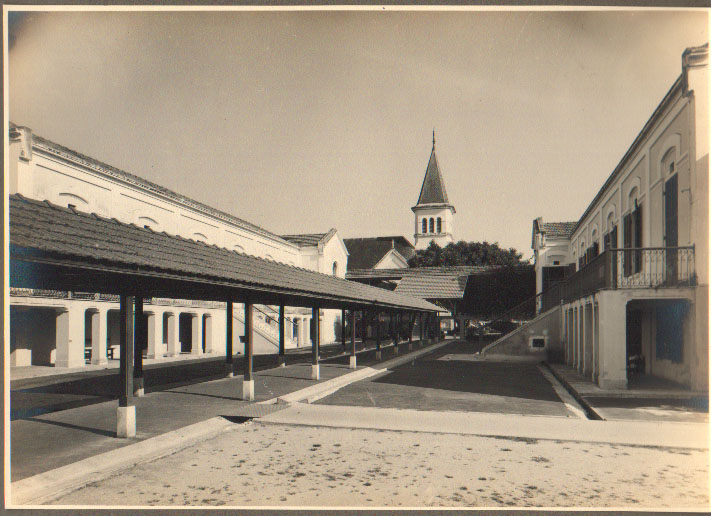
Edifícios do Asilo dos Inválidos da Santa Casa da Misericórdia de São Paulo - 1929

Integrante da Irmandade da Santa Casa de Misericórdia de São Paulo, atualmente a unidade oferece serviço especializado em Geriatria e Gerontologia, atuando com cuidados prolongados e paliativos para todo tipo de doença relacionada ao idoso.
Com atendimento e enfermagem 24 horas, o hospital tem capacidade para abrigar 225 pacientes e possui equipe multidisciplinar que presta serviços médicos, de fisioterapia, terapia ocupacional, fonoaudiologia, psicologia, nutrição, assistência social e odontologia. Também tem ambulatório externo para atendimento à comunidade local, aulas de religião abertas ao público e atividades acadêmicas que servem como campo de estágio e pesquisa na área de geriatria e gerontologia.
Desde de 24 de março de 2016, o Conjunto Arquitetônico do Hospital Geriátrico e de Convalescentes Dom Pedro II (antigo Asilo dos Inválidos da Santa Casa da Misericórdia) é considerado pelo CONPRESP - Conselho Municipal de Preservação do Patrimônio Histórico, Cultural e Ambiental da Cidade de São Paulo - um patrimônio tombado. (Referência: CONPRESP).
O lote, de propriedade da Irmandade da Santa Casa de Misericórdia de São Paulo, é parte remanescente da antiga fazenda Guapira, referência importante na formação do bairro do Jaçanã.  Além disso, abriga obras de arte sacras, bem como Painel de Azulejos de autoria do artista Sergio Migliaccio, datado de 1974, cujo tema é a paisagem da região serrana de Campos do Jordão.

## História
Fundado em 1885, na Rua da Glória, no distrito da Liberdade, na cidade de São Paulo, o Hospital Geriátrico e de Convalescentes D. Pedro II funcionava, inicialmente, como abrigo da instituição Santa Casa de Misericórdia de São Paulo. Segundo registros da época, preocupados com a mendicância de São Paulo, eles recebiam inválidos de qualquer idade, abandonados e doentes crônicos. Até 1910, era chamado Asilo da Mendicidade, mas também recebeu o nome de Asilo dos Inválidos da Santa Casa da Misericórdia, nos anos 1950, e ficou popularmente conhecido como Asilo do Jaçanã.

### O começo: a distribuição de esmolas
Muitos anos antes da Irmandade da Santa Casa de Misericórdia ser instituída no Brasil, a Irmandade de Lisboa, em Portugal, já tinha como compromisso zelar os mais necessitados, sendo sua missão “cobrir os nus, dar de comer aos famintos, dar de beber aos que tem sede e dar pousada aos peregrinos e pobres”.
A capital portuguesa do final do século XV e início do século XVI, ao mesmo tempo em que prosperava com as grandes navegações e colonizações, sofria com a falta de higiene, fome e epidemias terríveis que deixavam na miséria milhares de cidadãos. Era nesse contexto que a Irmandade da cidade, entre outras atividades, voltava amplos esforços e recursos para socorrer as pessoas à margem da pobreza.
Esse espírito de caridade foi herdado pelas Misericórdias do Brasil e, principalmente durante o século XVIII e parte do século XIX, dar assistência à mendicidade era a principal missão dessas instituições, incluindo a Irmandade da Santa Casa de Misericórdia de São Paulo. Todas as esmolas concedidas tinham que passar pela aprovação da Mesa Administrativa, que analisava cuidadosamente caso a caso antes de aceitar ou recusar os pedidos. Naquela época, apenas militares e funcionários públicos tinham direito de usufruir de aposentadoria, sendo muito frequentes os pedidos de esmolas, principalmente em casos de doenças e velhice.
Em 1859, devido à falta de recursos financeiros da Santa Casa e o aumento da demanda, as esmolas foram suspensas e só eram concedidas muito raramente. Desde o começo, a Irmandade sobrevive a base de doações.

### A criação do Asilo da Mendicidade
Diante das dificuldades financeiras da Santa Casa, as autoridades começaram a intervir em busca de soluções. Em 1874, a Câmara Municipal de São Paulo oficiava à Irmandade a respeito da deliberação referente à organização de um Asilo de Mendicidade.
Apesar de não terem dinheiro para se instalarem na Chácara dos Ingleses, onde ficava a sede original da instituição, como as autoridades haviam sugerido, foi a primeira tentativa, em São Paulo, de instaurar um espaço com o objetivo de abrigar e acabar com a mendicância. Essa prática já era bastante comum na Europa.
No dia 2 de julho de 1885, o Asilo da Mendicidade foi finalmente inaugurado no antigo prédio do Hospital da Glória, localizado na rua da Glória, no distrito da Liberdade, em São Paulo. A iniciativa de criação partiu de um contato entre o Governo Provincial e a Polícia, sob a chefia do Dr. Hypolito de Camargo. O asilo destinava-se ao internamento de moradores de rua, inválidos de todas as idades, pessoas abandonadas e doentes crônicos. No começo, o espaço tinha apenas nove internos, mas logo no segundo ano, já estava superlotado.

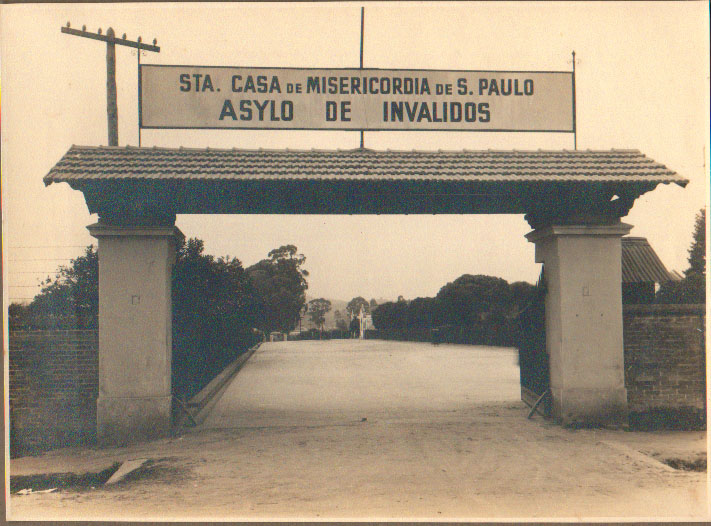
Fachada do Asilo de Inválidos da Santa Casa da Misericórdia de São Paulo - 1929

### O Asilo dos Inválidos no Jaçanã
Com o crescimento da cidade, as instalações precárias do Asilo da Mendicidade passaram a ser insuficientes para o satisfatório atendimento dos pacientes - o local que comportava 60 internados, dois anos depois, já alojava 124 pessoas. Em 1911, o Asilo foi então transferido para a  Avenida Guapira nº 2.674, endereço que hoje se encontra, com capacidade para abrigar 225 pacientes, no bairro Jaçanã. Essa área já era propriedade da Irmandade e parcialmente ocupada pelo Hospital São Luiz Gonzaga, antigo Leprosário Guapira. Nesse período de transição, especificamente em 1910, o Asilo da Mendicidade passa a ser chamado de Asilo dos Inválidos da Santa Casa de Misericórdia.
O projeto do novo edifício do Asilo dos Inválidos, no Jaçanã, foi confiado ao arquiteto Francisco de Paula Ramos de Azevedo que, em 23 de novembro de 1906, apresentou o primeiro esboço, tendo as obras iniciadas um ano mais tarde, em 15 de dezembro de 1907. A construção foi inaugurada em 2 de julho de 1911, com benção do Exmo Bispo Diocesano D. Duarte Leopoldo e Silva, presença do Presidente do Estado, além de outras autoridades que chegaram ao local de Tramway da Cantareira - ferrovia urbana de trens de carga e passageiros da época. A antiga Estação Guarapira, depois Jaçanã, inaugurada em 1910, fazia parte do ramal Guarulhos da Tramway da Cantareira.
A nova sede comportava quatorze pavilhões, ala de costura, almoxarifado, lavanderia, vestiários, depósitos, auditório, creche, cozinha, capela e velório. A proximidade com a Serra da Cantareira, arejada e repleta de área verde, era ideal para os doentes. E foi essa conexão com a natureza que fez do Jaçanã uma ótima zona hospitalar por anos, sendo o distrito do Hospital Geriátrico Dom Pedro II, do Leprosário (Hospital São Luiz Gonzaga), o Asilo dos Inválidos e Sanatório Padre Bento, algumas das instituições presentes no bairro.
Foi somente em 2005 que o Asilo foi transformado em Hospital Geriátrico e de Convalescentes Dom Pedro II onde, além de continuar abrigando a população de enfermos sem possibilidade de alta médica, passou a prestar assistência médica e multidisciplinar especializada em geriatria, além de ser pólo de ensino e pesquisa na mesma área.
O relatório do Departamento do Patrimônio Histórico, da Secretaria Municipal de Cultura de São Paulo, escrito no dia 06 de setembro de 2013, declara um bom estado de conservação do hospital: "Em relação à conservação, atestamos o bom estado observado na totalidade do conjunto arquitetônico do Hospital Geriátrico e de Convalescentes Dom Pedro II, popularmente conhecido como "Asilo do Jaçanã", possivelmente em razão da permanência do uso assistencial-hospitalar desde o início de suas atividades".

## A estrutura do Asilo dos Inválidos
Diversos relatórios antigos, escritos pelo Irmão Provedor do Asilo (espécie de diretor) para a Mesa Administrativa da Santa Casa, revelam as dificuldades financeiras e materiais da instituição no atendimento aos doentes. No documento de julho de 1926, o Irmão Provedor Dr. Antonio de Pádua Salles descreve as condições precárias do asilo superlotado. Com mais de 332 abrigados, o hospital enfrentava problemas, sobretudo, pela falta de água e higiene: "(...) as obras de limpeza dos estabelecimentos estão paradas, os novos pavilhões apezar de mobiliados não funcionam pela falta de banheiros e água; as Irmãs sempre dedicadas cumprem os seus deveres, assim como os Médicos e Capellão".
Dois anos depois desse relatório, em 1928, outras obras foram realizadas no Asilo, como pintura externa, pintura internas em alguns pavilhões, aumentos da cozinha, colocação de um novo fogão, além da construção de um muro, de aproximadamente 650 metros, que delimitava a área dos pomares e a horta. Para resolver o problema da falta de água, foram abertos poços artesianos. Apesar do atendimento médico seguindo sem problemas, muitos leitos eram ocupados permanentemente, uma vez que haviam tanto internados a espera da morte, como doentes crônicos que precisavam de longos períodos de tratamento. A maioria dos inválidos e mendigos chegavam ao Asilo trazidos pela polícia.
Em 1933, o Irmão Provedor Dr. Antonio de Pádua Salles informava que o número de asilados era 534. As notícias desse ano, no entanto, eram mais positivas do que dos anos anteriores:
"Durante o período a que corresponde esse relatório, procedeu-se a execução de varias obras cuja necessidade era patente, constando as mesmas da construcção de uma casa, com quatro compartimentos, destinada a arrecadação de legumes e fructas, produzidos no Asylo, de ferramentas e utensílios de hortelão, etc; de um muro vedação entre a horta e o chiqueiro dos porcos; e da reforma de diversos arruados da horta e do pomar. Além destas obras, era nossa intenção promover, neste exercício, a construção de dois galpões para abrigo dos asylados durante o dia, mas a necessidade de não ultrapassar a verba consignada para as despezas do estabelecimento, afastou a sua possibilidade".

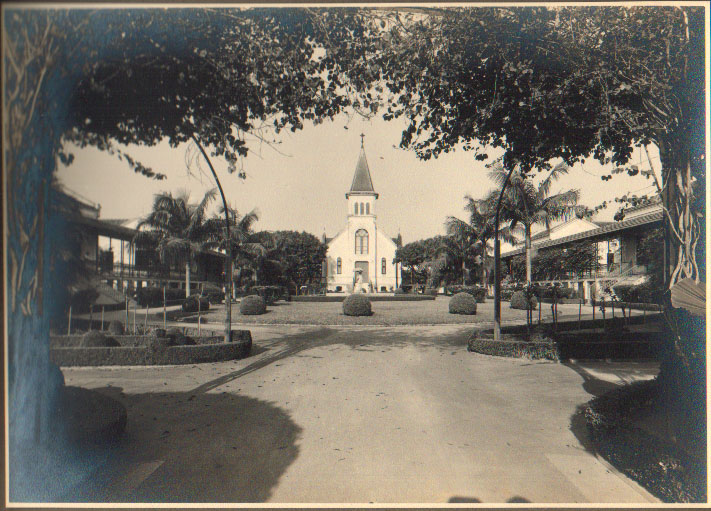
Área arejada do Asilo dos Inválidos da Santa Casa da Misericórdia de São Paulo - 1929

Com mais de 540 internados, em 1936, as necessidades por obras de ampliação aumentaram. Previa-se a transformação do antigo refeitório em dormitório feminino e construção de uma caldeira para a cozinha e os banheiros. No mesmo ano, algumas obras foram realizadas, como "restauração do asphaltamento do piso dos arruamentos do jardim central, a construcção de uma dependência para a fabricação de sabão e uma coberta para abrigo das mulheres". 
Também estava em construção uma rua que ligaria os chiqueiros dos porcos e o estábulo das vacas ao Asilo, com o objetivo de ajudar com a sua manutenção. O espaço entre o chiqueiro e o estábulo seria aproveitado para a plantação de legumes e hortaliças. A quantidade de frutas e verduras produzidas pelo Asilo foi tão grande que parte era doada para o Hospital São Luiz Gonzaga e outras instituições da Santa Casa. O Asilo dos Inválidos também fabricava colchões e travesseiros, sendo parte doada para o Hospital Central. O Dr, Adolpho Laet foi um dos benfeitores e doou capim para os colchões e pedregulho para a realização das obras.
O relatório de Laura Costa, Mordomo do Departamento de Inválidos D. Pedro II, em 1958, informava os esforços que fazia para impor maior e melhor organização dos internos em relação às doenças de que eram portadores. Os epiléticos, por exemplo, estavam sendo encaminhados para outras instituições por falta de tratamento adequado no hospital. Estava tentando recuperar, também, a horta e a pocilga que, ao que indicava, haviam sido desativadas.